# Gillichthys
Gillichthys is een geslacht van straalvinnige vissen uit de familie van grondels (Gobiidae).

## Soorten
- Gillichthys mirabilis Cooper, 1864
- Gillichthys seta (Ginsburg, 1938)